# CapitalG
CapitalG (opgericht als Google Capital) is een Amerikaans bedrijf van Alphabet Inc. Het durfkapitaalfonds werd opgericht in 2013 en is gevestigd in San Francisco.
In 2013 waren de eerste investeringen voor een surveyplatform in de cloud, SurveyMonkey, en Lending Club, een lokaal uitleennetwerkbedrijf in San Francisco. In 2014 werd kapitaal verstrekt aan onder meer het Indiase CommonFloor, Freshdesk, Credit Karma en het Chinese Innolight. In 2015 volgden onder meer ZenPayroll (nu Gusto) en Oscar Health Insurance Corp. In 2016 werden investeringen in Girnar Software uit India en Care.com gepubliceerd, evenals eind 2016 Airbnb en Snap Inc.
In november 2016 werd het bedrijf Google Capital hernoemd naar CapitalG.